# لو غراهام
لو غراهام (بالإنجليزية: Lou Graham)‏ هو لاعب غولف أمريكي، ولد في 7 يناير 1938 في ناشفيل في الولايات المتحدة.

## وصلات خارجية
- لو غراهام على موقع رابطة لاعبي الغولف المحترفين (الإنجليزية)
- لو غراهام على موقع إن إن دي بي (الإنجليزية)